# Fitzgerald (Georgia)
Fitzgerald è una città degli Stati Uniti d'America, situata nello stato della Georgia e in particolare nella contea di Ben Hill, della quale è il capoluogo.